# کیوکازو ماسودا
کیوکازو ماسودا (ژاپنی: 増田 清一؛ زادهٔ ۱۳ مهٔ ۱۹۸۷) یک بازیکن فوتبال اهل ژاپن است.
از باشگاه‌هایی که در آن بازی کرده‌است می‌توان به باشگاه فوتبال ویسل کوبه اشاره کرد.